# Grunnreisa
Grunnreisa est une localité du comté de Troms, en Norvège.

## Géographie
Administrativement, Grunnreisa fait partie de la kommune de Sørreisa.